# Brandon Phillips
Brandon Emil Phillips (né le 28 juin 1981 à Raleigh, Caroline du Nord, États-Unis) est un joueur de deuxième but des Angels de Los Angeles de la Ligue majeure de baseball.
Phillips évolue de 2002 à 2005 pour les Indians de Cleveland et fait sa marque avec les Reds de Cincinnati, pour qui il joue de 2006 à 2016. Il compte trois sélections au match des étoiles (2010, 2011,2013), a remporté quatre Gants dorés (2008, 2010, 2011, 2013) comme meilleur joueur de deuxième but défensif de la Ligue nationale et un Bâton d'argent (2011) comme meilleur deuxième but offensif. Il passe aux Braves d'Atlanta puis aux Angels de Los Angeles en 2017.

## Carrière

### Indians de Cleveland
Brandon Phillips est un choix de deuxième ronde des Expos de Montréal en 1999. Il passe aux Indians de Cleveland le 27 juin 2002 dans la transaction qui voit Montréal se départir de plusieurs joueurs prometteurs (Phillips, Cliff Lee et Grady Sizemore) en retour des lanceurs Bartolo Colón et Tim Drew.
Phillips fait ses débuts dans les majeures le 13 septembre 2002 pour Cleveland.
En 2003, il dispute 112 parties avec les Indians, mais n'affiche qu'une faible moyenne au bâton de,208, avec six coups de circuit et 33 points produits. Il passe les deux saisons suivantes presque exclusivement avec des clubs des ligues mineures, ne jouant que six parties avec les Indians en 2004 et six autres en 2005. Il est échangé le 7 avril 2006 aux Reds de Cincinnati contre un joueur à être nommé plus tard et qui s'avérera être le lanceur Jeff Stevens.

### Reds de Cincinnati

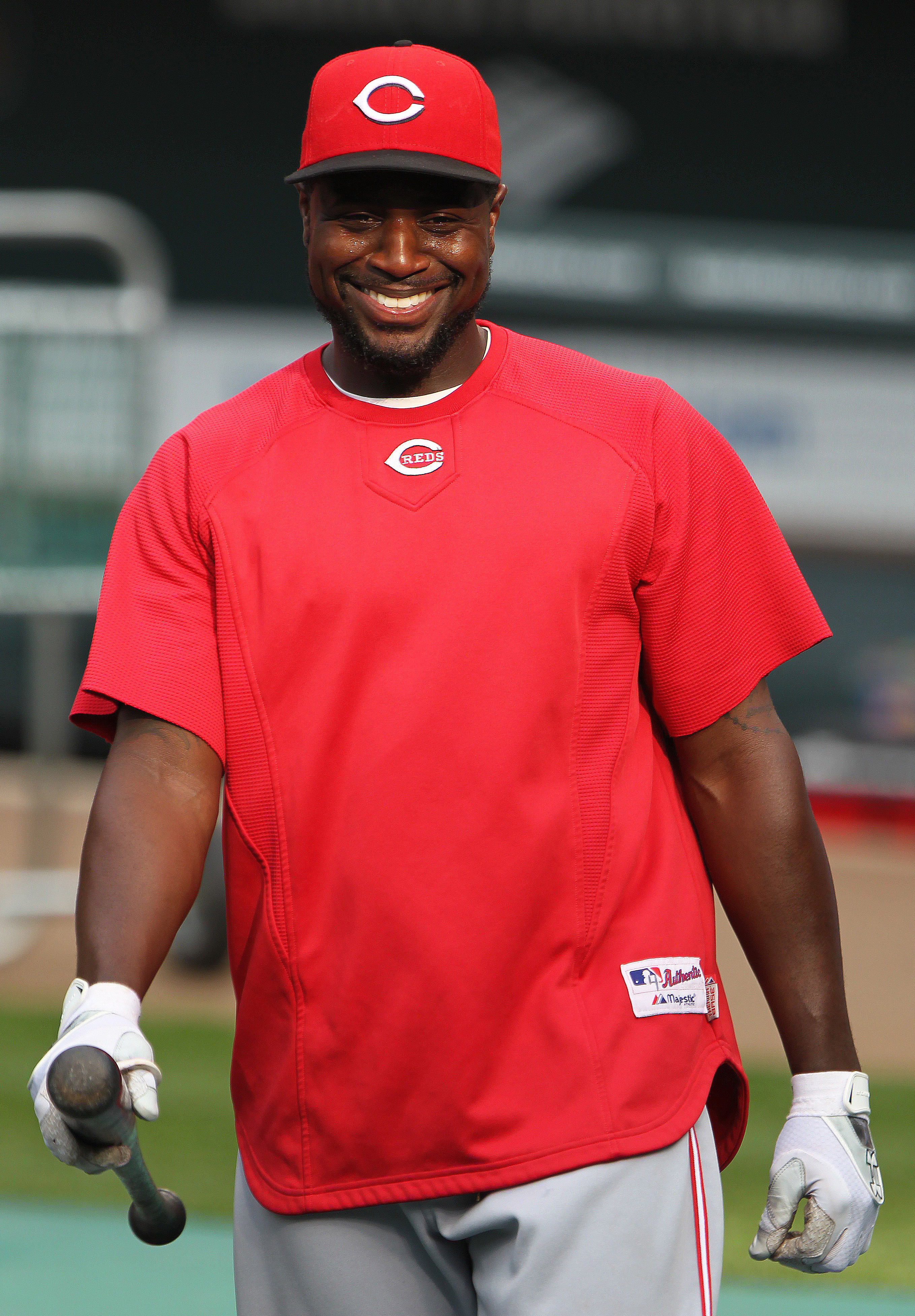
Phillips en 2011.

En 2006, Phillips a la chance de jouer sur une base régulière avec les Reds. Il s'impose dès sa première saison en frappant 17 circuits et produisant 75 points, en plus de voler 25 buts.
En 2007, il entre dans le club 30-30 en claquant 30 longues balles et en réussissant 32 buts volés. Il améliore de plus à ,288 sa moyenne au bâton
En 2008, on lui remet le Gant doré comme meilleur joueur de deuxième but défensif de la Ligue nationale de baseball. Il produit 78 points, frappe 21 circuits et vole 23 buts.
Il atteint un nouveau record personnel de points produits au cours de la saison 2009 avec 98. Il frappe 20 circuits et vole 25 buts.
À la mi-saison 2010, Brandon Phillips obtient une première sélection pour le match des étoiles du baseball majeur.

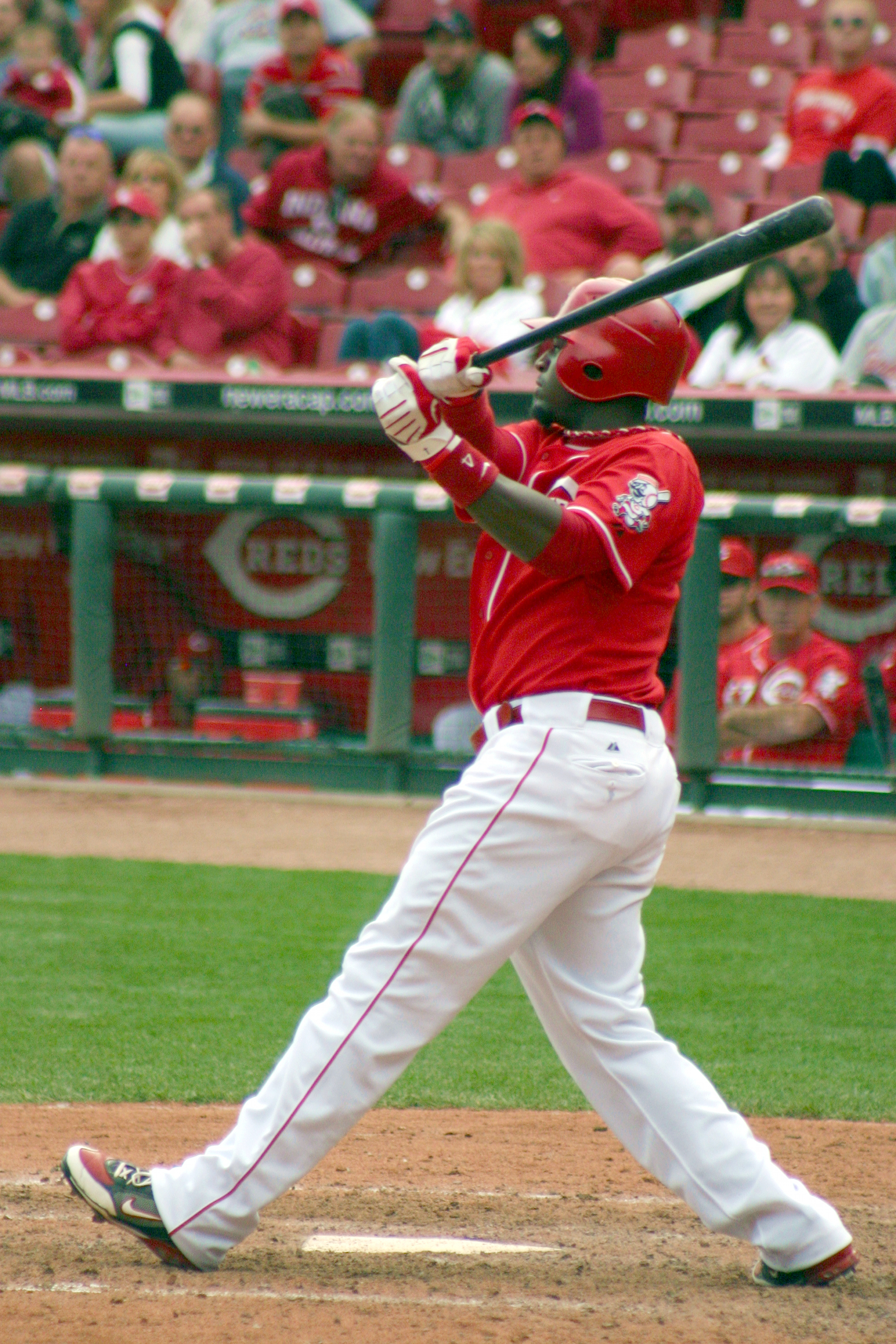
Brandon Phillips, des Reds, s'élance lors d'un match au Great American Ball Park de Cincinnati en 2009.

Alors que la course au championnat dans la division Centrale a lieu entre Cincinnati et Saint-Louis, Phillips insulte les joueurs des Cardinals en les traitant de « little bitches (en) » dans une interview accordée au journaliste Hal McCoy du Dayton Daily News. Les propos de Phillips sont rapportés dans l'édition du 9 août : « Nous devons les battre. Je hais les Cardinals. Tout ce qu'ils font, c'est commérer et se plaindre, tous. (...) Je hais vraiment les Cardinals. Comparés aux Cardinals, j'aime les Cubs de Chicago. ». Les conséquences ne se font pas attendre : dès la première manche du match du lendemain entre les Reds et les Cards, une altercation verbale se produit entre le receveur de Saint-Louis, Yadier Molina, et Phillips lorsque celui-ci se présente au bâton. Une bagarre générale s'ensuit, marquée par l'expulsion des gérants des deux clubs, Dusty Baker et Tony La Russa. Phillips et Molina demeurent dans le match, mais sont par la suite mis à l'amende par la ligue. La MLB sévit également en mettant à l'amende plusieurs joueurs, ainsi qu'en annonçant des suspensions de deux parties à Baker et La Russa et sept parties à Johnny Cueto, des Reds.
Phillips termine l'année 2010 avec des statistiques offensives en baisse par rapport à la saison précédente : moyenne de,275 avec 18 circuits et 59 points produits en 155 parties jouées. Il participe pour la première fois de sa carrière aux séries éliminatoires, et frappe quatre coups sûrs en douze, pour une moyenne au bâton de,333 avec un circuit en trois parties contre les Phillies de Philadelphie. Après la saison, on lui remet son second Gant doré comme meilleur joueur de deuxième but défensif de la Ligue nationale.
Phillips affiche en 2011 sa meilleure moyenne au bâton (,300) en carrière. Il frappe 18 circuits, réussit 38 doubles et produit 82 points. Il remporte son premier Bâton d'argent comme meilleur joueur de deuxième but offensif de la Ligue nationale et ses aptitudes défensives sont récompensées par un troisième Gant doré en carrière. Il participe pour la deuxième fois en deux ans au match des étoiles.
La production offensive de Phillips décline légèrement en saison 2012 mais, cette année-là, il affiche quand même de bonnes performances qui aident Cincinnati à remporter un second titre de la division Centrale en 3 ans. Au tout début de la campagne, en avril, il signe une prolongation de contrat de 6 saisons pour 72,5 millions de dollars, une entente qu'il accepte 5 jours après que les Reds eurent promis 225 millions pour 10 ans à leur autre vedette, Joey Votto.
En 147 parties jouées en 2012, Phillips frappe pour ,281 de moyenne au bâton avec 18 circuits, 77 points produits et 15 buts volés. Il termine au 13e rang du scrutin de fin d'année désignant le joueur par excellence de la Ligue nationale, la seconde fois qu'il est considéré pour cet honneur après une poignée de votes et une 22e place en 2007.
En saison 2013, Phillips établit un nouveau record personnel de 103 points produits, profitant du fait qu'il reçoit 552 de ses 666 passages au bâton au 4e rang de l'ordre des frappeurs des Reds, tout juste derrière Joey Votto, l'un des meilleurs du baseball pour se rendre sur les buts. Phillips cogne 18 coups de circuit : voilà 4 saisons consécutives qu'il termine avec exactement le même total de longues balles. Sa moyenne au bâton perd cependant 20 points de pourcentage pour se chiffrer à ,261 en 151 matchs joués et sa moyenne de présence sur les buts de ,310 est sa plus faible depuis 2008. Il honore sa 3e sélection au match d'étoiles et son jeu défensif lui rapporte son 4e Gant doré.
Alors que se dessine le début de la saison 2014, il apparaît clair que Phillips est désormais un joueur aux habiletés en déclin,. Et s'il s'en défend avec véhémence devant la presse, les blessures n'aident en rien sa cause : il rate cinq semaines de jeu, du début juillet à la mi-août 2014, après avoir endommagé un ligament de son pouce gauche en plongeant pour capter une balle frappée par Anthony Rizzo des Cubs de Chicago.
En 121 matchs joués durant la décevante saison 2014 des Reds, Phillips frappe pour ,266 de moyenne au bâton avec 8 circuits, 51 points produits et seulement deux buts volés. Sa moyenne de présence sur les buts (,306) et sa moyenne de puissance (,372) sont à leur plus bas.

### Braves d'Atlanta
Les Reds de Cincinnati plongeant vers les bas fonds du classement à partir de 2014, ils essaient de reconstruire leur club avec une nouvelle génération de jeunes joueurs et tentent d'échanger des vétérans au salaire élevé, dont Phillips. Cependant, la clause de non échange dont bénéficie Phillips leur met des bâtons dans les roues. En fin d'année 2015, un transfert vers Washington échoue et en novembre 2016 il utilise son veto pour empêcher un échange qui l'aurait envoyé à Atlanta. Un terrain d'entente est toutefois trouvé peu après et Phillips accepte de ne pas utiliser son veto lorsqu'une nouvelle occasion de transfert se présente : le 12 février 2017, Cincinnati l'échange aux Braves d'Atlanta contre le lanceur gaucher Andrew McKirahan et le lanceur droitier Carlos Portuondo.

### Angels de Los Angeles
Le 31 août 2017, Atlanta échange Brandon Phillips aux Angels de Los Angeles en retour du receveur Tony Sanchez.

## Vie privée
Il est en couple avec la catcheuse Jade Cargill et ont une fille ensemble.